# Palicourea domingensis
Palicourea domingensis är en måreväxtart som först beskrevs av Nikolaus Joseph von Jacquin, och fick sitt nu gällande namn av Dc.. Palicourea domingensis ingår i släktet Palicourea och familjen måreväxter. Inga underarter finns listade i Catalogue of Life.